# Cryptophagus lecontei
Cryptophagus lecontei is een keversoort uit de familie harige schimmelkevers (Cryptophagidae). De wetenschappelijke naam van de soort werd in 1868 gepubliceerd door Edgar von Harold.